# Спорт у Француској
Спорт у Француској има важну улогу у друштву, што се огледа у његовој популарности међу Французима и снажној спортској историји нације. У Француској се играју и прате разне врсте спортова, а највећи је бициклизам, такође један од најпопуларнијих је фудбал.

## Историја
Спортска такмичења су у Француској уведена од стране Римљана. Први стадиони, тркачке стазе и арене изграђени су у Галији која је данашња Француска, Луксембург и Белгија, али се понекад под тиме подразумева и долина Поа, западна Швајцарска и делови Холандије и Немачка западно од Рајне. Након тог периода у којем је коњска трка била краљевски спорт, турнири су се надметнули као најпопуларнија активност грађана. Иако је ова вештина била јако опасна по живот учеснка, нико није успео да их забрани па чак ни краљеви. Луј IX Свети, краљ Француске од 1226. до 1270. године, пробао је лично да забрани турнире тркања али није успео. У турнирима су могли учествовати само витезови и војници све до краја 9. века. Врменом су ти турнири постали доступни и грађанима  али су се тек појавиле током 14. века.
Тениски турнири се први пит појављују у Француској између дванаестог до осамнаестог века. Прво се играло голим рукама, док је „ударач” изумљен у 15. веку а рекет са канапом од конопља у 1505. године. Овај спорт је постао јако популаран те је Француска почела градити тениске терене. Неки стручњаци сматрају да је ова игра поникла у Египту и Персији, а да  међу се играла и код Арапа, пре Карла Великог. Око 1300. године била је такође позната под именом la bud. Луј  је умро од назеба, који је добио играјући ову игру. За тенис се каже да је краљевска игра, јер су француски и енглески краљеви показивали велико интересовање за ову игру.
У Француској се сматрало да је Анри II Валоа најбољи играч тениса, а касније је Луј  имао стално особље, које се бринуло о његовим тениским игралиштима.
У Француској су рођена и престижна такмичења као што су на пример Тур де Франс (Први Тур де Франс је одржан 1903, као креација француског листа Лото, у циљу повећавања тиража и од тада се одржава сваке године, осим прекида за време Првог и Другог свјетског рата.), 24 часа Ле Мана (Трку организује Automobile Club de l'Ouest, а одржава се на стази Circuit de la Sarthe, који садржи мешавину затворених јавних путева и наменских делова тркачке стазе, у којима тркачке екипе морају избалансирати захтеве за брзином са способношћу аутомобила да раде 24 сата без механичких кварова), Велика награда Француске (трка у оквиру шампионата [[Формула 1|Формуле 1]), Ролан Гарос (тениски турнир који се одржава последње недеље маја и прве недеље јуна у Паризу. То је други гренд слем турнир у тениској календарској години), Европско првенство у фудбалу (међународно фудбалско такмичење репрезентација европских држава, чланица УЕФА-е) и УЕФА Лига шампиона (настао од идеје спортског уредника француског Л' Екипа Габријела Аноа који је предложио стварање такмичења које би одлучило који је најбољи клуб у Европи).

## Организација
Организација спорта у Француској ослања се на многе јавне и приватне установе. На националном нивоу, држава игра главну улогу координације, контроле и подршке, посебно преко министарства надлежног за спорт и омладину које јој подносе извештаје, док је француски Национални олимпијски и спортски комитет задужен за организацију. Поред тога комитет је дужан у сарадњи са челницима инфраструктура да осигура све потребне материјале неопходне спортистима као и сигурност публике. На локалном нивоу, локалне власти и спортски клубови организују аматерске и професионалне игре и брину се о својим спортистима.
Физичке и спортске активности важан су део образовања, културе, интеграције и друштвеног живота грађана и деце. Физичко васпитање посебно доприноси борби против школског неуспеха и смањењу социјалних и културних неједнакости, као и здрављу. Промоција и развој физичких и спортских активности за све, посебно за особе са инвалидитетом, су од општег интереса власти и локалних самоуправа. Колективни план спортских услуга, у складу са оријентационим законом за планирање и развој коришћења земљишта, дефинише следеће циљеве:
1. развити приступ услугама, опреми, просторима и локацијама које се односе на спортске праксе на целој националној територији у складу са планом колективних услуга за природна и рурална подручја;[14]
2. промовишу социјалну интеграцију грађана.[15]
3. идентификује подручја за интервенцију и процењује све потребне ресурсе, узимајући у обзир еволуцију пракси и потребе за обуком.[16]

### Спорт у школи
Крајем 60-их интересовање за спорт у школи је нагло опало. Како би држава надокнадила слабости спортског тренинга у традиционалном школском оквиру, успоставила је специјализоване структуре под називом  „одељења за спортске студије”. Ове установе, које комбинују учење и спорт на високом нивоу, створене су шездесетих година након катастрофалних резултата забележених током Олимпијских игара 1960. и 1964. године. Одељења за спортске студије су била задужрна да припреме спортисте на „високи ниво”. Спортске федерације су биле под управом Министарства спорта.
Крајем 1996. године долази нов састав у оквиру спортских секција. Те секције су отворене од стране ректора у основним и средњим школама након позитивног мишљења управног одбора. Данас те установе нуде појачану спортску праксу промовисањем будућих спортиста на високом нивоу, посебно у контексту партнерства са локалним клубовима.
Њима управљају наставници физичког васпитања. Намењени су студентима који желе да наставе уобичајени школски курс. На почетку школске 2010. године било је око 3.000 спортских секција за скоро 60.000 ученика.

## Бициклизам
Француска је домаћин највећег светског бициклистичког догађаја Тур де Франс, који се одржава сваког јула и траје три недеље. То је једна од три Гранд тур трке, које су најпрестижније етапне трке у друмском бициклизму. Француски бициклисти су освојили турнир 36 пута. Бициклизам је веома популаран у Француској, што се види из чињенице да Тур де Франс привлачи више од дванаест милиона гледалаца који путују како би пратили турнеј уживо. Тур де Франс, такође, привлачи телевизијску публику од 3,5 милијарди људи широм света. Поред тога, на северу Француске одржава се једнодневна трка Париз—Рубе и као један од пет „Споменика” уз Светско првенство су најважнији једнодневни бициклистички класици. Остале значајне трке су део UCI ворлд тура.
Неки од најзначајнијих француских возача су вишеструки победници Гранд турнеје Лисјен Пети Бретон, Андре Ледик, Антонен Мањ, Луизон Бобе, Жак Анкетил (заједно са историјским претендентом Ремоном Пулидором, који је био омиљен у публици), Роже Пенжон, Бернар Тевене, Бернар Ино и Лоран Фињон, и вишеструки добитници Морис Гарен, Октав Лапиз, Густав Гаригу, Анри Пелисје и Лоран Жалабер. У женском бициклизму Џини Лонго је једна од најуспешнијих такмичарки свих времена, која је три пута освојила Тур де Франс, девет златних медаља у цестовним тркама и Светско друмско првенству UCI и злато на Летњим олимпијским играма 1996.

## Фудбал
Фудбал је најпопуларнији спорт у Француској, са 1.993.270 лиценцираних играча у лигама. Спорт је почео да се игра крајем 19. века. У раним данима овај спорт је стекао следбенике углавном на подручју Париза и северном делу земље. Нор Па де Кале и Нормандија су били први тимови који су створени ван Париза. Фудбалски савез Француске основан је 1919. године од 18.000 тимова.
Француска је једна од десет тимова који су освојили Европско првенство (1984. и 2000). Такође су завршили као вицешампиони када су били домаћини 2016. Француска је такође била олимпијски шампион 1984. и победник Светског првенства 1998. и 2018. године, домаћини су били 1998. Завршили су као вицешампиони Светског првенства 2006. 
Прва лига је француска професионална лига за удруживање фудбалских клубова. Примарно је фудбалско такмичење у земљи и служи као највиши део француске фудбалске лиге. Најуспешнији клуб у француској историји прволигаша је Сент Етјен са десет шампионата (последњи 1981. године), затим Олимпик Марсељ и Париз Сен Жермен са по девет шампионата и Нант са осам. Од 2020. актуелни шампион је Париз Сен Жермен.
Лига куп је друго велико такмичење у Француској. Суперкуп се одржава сваког јула између победника купа Француске и шампиона прве лиге.
Само један француски клуб, Олимпик Марсељ, освојио је УЕФА Лигу шампиона 1993. године. Ремс (1956, 1959), Сент Етјен (1976), Монако (2004) и Париз Сен Жермен (2020) су другопласирани.
Бастија (1978), Бордо (1996) и Олимпик Марсељ (1999, 2004, 2018) такође су другопласирани у УЕФА Лиги Европе.
Главно међународно достигнуће женске фудбалске репрезентације је освојено четврто место на Светском првенству 2011. Били су домаћини Светског првенства 2019.
Фудбалски савез Француске руководи женском репрезентацијом. 

## Тенис
Тенис је други најпопуларнији француски спорт по броју 1.111.316 лиценцираних тенисера у Француској (2012).
Француска одржава Гранд слем турнир Ролан Гарос. Од 20. фебруара 2017. године, играчи број један су Жо-Вилфрид Цонга и Каролин Гарсија. Неке друге француске тренутне „звезде” укључују Ришар Гаске, Гаел Монфилс, Жил Симон, Лука Пуј, Ализе Корне и Кристина Младеновић. Међу осталим „звездама” из прошлости су Јаник Ноа, Ги Форже, Анри Леконт, Амели Моресмо, Мери Пирс и Марион Бартоли.

## Рагби јунион
Рагби јунион први пут су увели британски становници почетком 1870-их. Иако је фудбал на националном нивоу много популарнији, рагби савез превладава у јужном делу земље, посебно око Тулуза, Северне Баскије и Северне Каталоније. Елитни француски клубови учествују у домаћем клупском такмичењу Топ 14. Клубови такође учествују у европским нокаут такмичењима, Купу европских шампиона и изазивача. То је седми највећи тимски спорт у Француској на основу броја 360.847 лиценцираних играча (2014). У Француској постоји 1737 клубова и број лиценцираних играча знатно се повећао током последњих година (са 260.000 у 2000. години).
Године 2010. Куп европских шампиона привукао је 3,2 милиона гледалаца на Франс 2. Године 2011. финале Топ 14 окупило је 4,4 милиона гледалаца на Франс 2 и Canal+, а финале Светског купа између Новог Зеланда и Француске окупило је 15,4 милиона гледалаца на TF1, што представља највећу ТВ публику од почетка године.
Репрезентација учествује сваке године у Купу шест нација и освојила га је 16 пута. Француска је учествовала на сваком Светском првенству од његовог оснивања 1987. године, а била је вицешампион у три наврата, последњи пут 2011. године. Француска је била домаћин Светског првенства 2007.

## Рагби лига
Рагби лига игра се у Француској од 1930-их, а најпопуларнија је, попут рагби јуниона, на југу земље. Спорт је свој врхунац популарности вероватно постигао педесетих и шездесетих година 20. века када се француска репрезентација пласирала у финале Светског првенства и победила у серијама против Аустралије, Велике Британије и Новог Зеланда. Екипа са седиштем у Француској учествује на турниру Суперлиге, што је помогло јачању профила спорта и довело до повећања броја играча.

## Кошарка
Репрезентација је током година постигла добре резултате на међународним такмичењима, док је сениорски тим освојио прву титулу икада на Европском првенству 2013. Били су другопласирани на Летњим олимпијским играма 1948, Европском првенству 1949, Летњим олимпијским играма 2000. и Европском првенству 2011. Француска је такође освајала медаље на Светском првенству 2014. и 2019.
Од 2015—16. сезоне, 22 француска држављана играла су у НБА лиги у САД и Канади. Тренутно их десет игра, од којих је плејмејкер Сан Антонија спарса Паркер, са четири НБА титуле; Борис Дијао; Јута џез центар Руди Гобер и крилни центар и центар Њујорк никсија Жоаким Ноа, такође запажен по факултетској каријери на Универзитету Флорида. 
Постоје две дивизије Француске: Про А лига (прва дивизија) и Про Б (друга дивизија). Асвел је најуспешнији тим у француској историји прволигаша са 17 титула од 1949. до 2009. године. Лимож је једини француски тим који је освојио Евролигу 1993. године.
Женска кошаркашка репрезентација два пута је била европски првак (2001. и 2009), а такође је освојила сребрну медаљу на Летњим олимпијским играма 2012.
Поред кошарке, баскет је постао све популарнији у Француској.

## Мото-спорт
Мото-спорт је веома популаран у Француској, нарочито аутомобилизам и мотоциклизам.
Формула 1 има дугу историју у Француској. Многи кругови су коришћени од оснивања првенства Формуле 1: Reims-Gueux (1950—1966), Rouen-Les-Essarts (1952—1958), Circuit de Charade (1965—1972), Circuit de la Sarthe (1967), Circuit Paul Ricard (1971—), Dijon-Prenois (1974—1984) и Circuit de Nevers Magny-Cours (1991—2008). У Француској се одржава светски шампион Формуле 1 Матра (1969) и Рено (2005 и 2006) и Формуле 1 Алеин Прост (1985, 1986, 1989 и 1993). Најновији француски победник трке Формуле 1 је Пјер Гасли, који је освојио Велику награду Италије 2020. док се тркао за Алфа Таури Ф1.
Француска има највише шампиона у историји Формуле 2. Освајали су првенство 1967, 1968. и 1969. и Рено 1976. и 1977. Француска је у међународном првенству Формуле 3000, имала пет шампиона: Жан Алези (1989), Ерик Кома (1990), Оливје Панис (1993) и Себастјен Бурде (2002). Ромен Грожан освојио је GP2 2008. и 2011. и главну GP2 серију 2011, док је Пјер Гасли освојио GP2 титулу у завршној сезони 2016. 
У Француској се одржава 24 часа Ле Мана, најстарија светска трка спортских аутомобила у тркама издржљивости, која се одржава сваке године од 1923.
Рели је веома популаран у Француској, тамо се одржавају два Светска првенства: Рели Корзика (1973—2008) и Рели Алзас (2010—данас).
Француски возачи и произвођачи били су веома успешни на Светском првенству у релију, посебно од 2000. године, освајајући по 14 шампионата у сваком такмичењу. Шампиони су Себастјен Леб (2004, 2005, 2006, 2007, 2008, 2009, 2010, 2011. и 2012, рекорд свих времена) и Себастјен Ожје (2013, 2014, 2015, 2016, 2017. и 2018) за возаче, а Алпин (1973), Пеугеот (1985, 1986, 2000, 2001. и 2002) и Ситроен (2003, 2004, 2005, 2008, 2009, 2010, 2011, 2012) за произвођаче.
Француска на крају сваке године одржава годишње првенство у тркама на леду, названо Andros Trophy.

## Рукомет
До 2012. године у Француској је било 470.590 лиценцираних рукометаша.
Репрезентација је двоструки владајући олимпијски и европски шампион. Освојили су Светска првенства 1995, 2001, 2009, 2011. и 2015. године, и Европска првенства 2006, 2010. и 2014. Такмичења надгледа Прва лига, која је и највиша дивизија. Монпеље је најуспешнији тим у француској историји прволигаша са 13 титула од 1995. до 2011. године. Тим је уједно и једини француски тим који је 2003. освојио ЕХФ Лигу шампиона.
Женска репрезентација је победила на Светском првенству 2003.
Главно професионално такмичење за жене је Прва лига Француске. Metz Handball је најуспешнији тим у француској прволигашкој историји са 17 титула од 1989. до 2011. године. Ниједан француски тим до сада није стигао до полуфинала ЕХФ Лиге шампиона за жене.

## Џудо
Џудо је четврти најпопуларнији спорт у Француској. Џудо федерација је национално управљачко тело.
Моше Фелендиксов је био први који је тај спорт увео у земљу. Поред Јапана, ниједна земља није освојила више медаља у џудоу на Олимпијским играма.

## Хокеј на леду
Хокеј на леду је прилично популаран спорт у Француској, посебно у регији Рона-Алпи и у градовима Руан, Амјен и Тур. Управно тело је Савез хокеја на леду које управља националним првенством лиге Магнус (основано 1907). Репрезентација је тренутно рангирана у првих 20 на светској ранг листи хокејашке федерације. Последњих година бројни француски хокејаши на леду играли су у националној лиги, главном такмичењу у хокеју на леду на планети са седиштем у Сједињеним Америчким Државама и Канади, укључујући Стенли куп и Ванкувер канакси.

## Лакрос
Репрезентација лакрос квалификовала се за Светско првенство три пута узастопно (2010—2018). Године 2018. завршила је на 33. месту од 46.

## Аустралијски фудбал
Први клубови аустралијског фудбала основани су 1990-их. Постоји неколико клубова широм земље који формирају Супер лигу и неки други клубови који играју у развојној лиги. Постоји репрезентација аустралијског фудбала која игра међународне утакмице и такмичи се на Међународним куповима, који је у суштини Светског првенства за све земље осим Аустралије.

## Ирски фудбал
Иако је мало познат, ирски фудбал се развија у Француској. Тренутно постоји 20 клубова широм земље са 80% француских играча.

## Једрење
Професионално спортско једрење у Француској усредсређено је на стенографске океанске трке, а врхунац ове гране спорта је Vendée Globe, једносмерна трка око света која стартује сваке четврте године из француског Атлантика.

## Петанк
Петанк се углавном игра и веома је популаран на југу Француске. Многи на северу петанк не сматрају спортом, иако је међународну организацију признао Међународни олимпијски комитет. У такмичарској форми учествују око 480.000 особа са лиценцом Federation Française de Pétanque et Jeu Provençal, која је четврта највећа спортска федерација у Француској.

## Оријентиринг
Оријентиринг је прилично популаран спорт у Француској, регулисан је федерацијом French Orienteering.

## Крикет
Крикет је спорт у развоју у Француској. Неки извештаји тврде да је крикет изумљен у Француској, међутим, спорт је релативно непознат због неадекватне медијске покривености. У ствари, на Олимпијским играма 1900. године, јединим где се играо крикет, били су ривали Енглеска и Француска. Реванш утакмица две екипе одиграла се непосредно пред Олимпијске игре 2012.

## Зимски спортови

### Скијање
Скијање је популаран спорт у Француској, најбоља места за скијање су у планинским пределима на југу, центру и истоку земље у којима се налази већина француских скијалишта.

### Алпско скијање
Жан Клод Кили доминирао је у алпском скијању крајем 1960-их, освојивши сва три злата на Зимским олимпијским играма 1968. у Греноблу. Победио је на Светском првенству 1968. године. Такође је освојио прве две титуле Светског купа. Лик Алфан је освојио Светски куп 1997. године и четири дисциплинске титуле у супервелеслалому. Жан-Батист Гранж је био шампион Светског купа 2009. и Светског првенства 2011. и 2015.

### Скијашко трчање
Француски успех у скијашком трчању био је нешто ограниченији. 

### Нордијска комбинација
Џејсон Лами-Чапујс био је изузетно успешан у нордијској комбинацији. Освојио је златну медаљу на Зимским олимпијским играма 2010. године, као и четири злата Светског првенства и три узастопна Светска купа између 2009—10. и 2011—12.

### Биатлон
Француска је последњих година постигла успех у биатлону. Рафаел Поире освојио је седам злата у Светском првенству у биатлону и четири Светска купа. Други је најуспешнији биатлонац свих времена и освојио је 44 победе у Светском купу. Мартен Фуркад је освојио шест злата на Светском првенству, четири титуле Светског купа, једну сребрну медаљу на Олимпијским играма у Ванкуверу 2010. и две златне медаље на Олимпијским играма у Сочију 2014.

## Амерички фудбал
Лига Élite је највиши ниво америчког фудбала у Француској, основана 1982.
Амерички фудбал уведен је у Француску током Првог светског рата, тек 1980. године наставник физичког васпитања створио је први тим. Исте године основао је и председавао Националним комитетом за развој америчког фудбала. Спартак из Париза је био први шампион лиге америчког фудбала, али је сада угашен од 1993. 
Лига је подељена на две дивизије, свака са по шест тимова. Три најбоље екипе сваке дивизије улазе у плеј-оф. До 1994. финале се звало Златна кацига. Од 1995. преименован је у Дијамантску кацигу.

## Бејзбол
Бејзбол је мали спорт у Француској.

## Лиценцирани играчи
Следи табела лиценцираних играча.
| Rang (en 2015) | Sport        | Лиценцирани + АТП(2000) | Лиценцирани + АТП(2001) | Лиценцирани + АТПP(2002) | Лиценцирани + АТП(2003) | Лиценцирани + АТП(2004) | Лиценцирани + АТП(2005) | Лиценцирани + АТП(2006) | Лиценцирани + АТП(2007) | Лиценцирани + АТП(2008) | Licenciés + ATP(2009) | Лиценцирани + АТП(2010) | Лиценцирани + АТП(2011) | Лиценцирани + АТП(2012) | Лиценцирани + АТП(2013) | Лиценцирани + АТП(2014) | Лиценцирани + АТП(2015) | Варијација 2000/2014 | Варијација 2000/2014 |
| -------------- | ------------ | ----------------------- | ----------------------- | ------------------------ | ----------------------- | ----------------------- | ----------------------- | ----------------------- | ----------------------- | ----------------------- | --------------------- | ----------------------- | ----------------------- | ----------------------- | ----------------------- | ----------------------- | ----------------------- | -------------------- | -------------------- |
| 1              | Фудбал       | 2.150.442               | 2.140.133               | 2.066.339                | 2.141.239               | 2.146.752               | 2.162.349               | 2.143.688               | 2.320.625               | 2.278.691               | 2.225.595             | 2.107.924               | 1.988.505               | 1.973.260               | 2.002.398               | 2.018.003               | 2.135.193               | Раст                 | -6,1 %               |
| 2              | Тенис        | 1.048.328               | 1.064.773               | 1.067.755                | 1.075.025               | 1.065.531               | 1.054.513               | 1.096.286               | 1.094.593               | 1.105.445               | 1.125.201             | 1.134.571               | 1.102.921               | 1.111.316               | 1.103.519               | 1.085.399               | 1.052.127               | Раст                 | 3,5 %                |
| 3              | Пливање      | 428.278                 | 432.498                 | 452.585                  | 462.955                 | 484.760                 | 513.615                 | 523.696                 | 553.560                 | 600.805                 | 650.437               | 687.339                 | 705.783                 | 706.449                 | 694.480                 | 689.043                 | 673.026                 | Раст                 | 60,9 %               |
| 4              | Џудо         | 530.299                 | 564.783                 | 576.607                  | 556.406                 | 539.733                 | 557.616                 | 561.935                 | 550.382                 | 553.391                 | 574.223               | 580.286                 | 592.332                 | 603.896                 | 634.927                 | 625.896                 | 605.731                 | Раст                 | 18,0 %               |
| 5              | Кошарка      | 437.190                 | 426.888                 | 426.751                  | 427.445                 | 435.186                 | 448.144                 | 451.781                 | 457.121                 | 455.116                 | 449.263               | 456.036                 | 461.097                 | 475.465                 | 536.891                 | 577.372                 | 600.151                 | Раст                 | 26,3 %               |
| 6              | Рукомет      | 273.793                 | 300.545                 | 318.895                  | 318.981                 | 337.971                 | 364.429                 | 350.079                 | 367.047                 | 365.131                 | 392.761               | 411.271                 | 441.357                 | 470.590                 | 500.651                 | 515.571                 | 513.194                 | Раст                 | 88,3 %               |
| 7              | Рагби        | 264.628                 | 255.982                 | 252.807                  | 222.808                 | 240.795                 | 240.495                 | 251.523                 | 285.376                 | 359.691                 | 366.074               | 390.193                 | 432.783                 | 457.018                 | 447.499                 | 450.864                 | 434.520                 | Раст                 | 70,4 %               |
| 8              | Голф         | 291.754                 | 301.902                 | 325.229                  | 345.022                 | 359.141                 | 368.746                 | 378.275                 | 383.949                 | 396.990                 | 422.477               | 418.850                 | 418.340                 | 422.761                 | 414.249                 | 408.388                 | 407.569                 | Раст                 | 40,0 %               |
| 9              | Кајак и кану | 93.921                  | 111.523                 | 123.102                  | 236.843                 | 254.618                 | 267.964                 | 243.974                 | 235.071                 | 205.466                 | 338.788               | 372.601                 | 346.599                 | 376.122                 | 385.347                 | 364.155                 | 383.627                 | Раст                 | 288 %                |
| 10             | Једрење      | 258.028                 | 257.153                 | 276.644                  | 280.196                 | 279.651                 | 285.290                 | 281.808                 | 279.764                 | 280.507                 | 286.785               | 291.832                 | 295.771                 | 292.162                 | 277.632                 | 294.768                 | 301.762                 | Раст                 | 14,2 %               |
| 11             | Пливање      | 200.154                 | 212.475                 | 214.053                  | 216.424                 | 227.936                 | 246.315                 | 248.571                 | 257.613                 | 273.554                 | 286.392               | 288.272                 | 284.513                 | 289.558                 | 303.984                 | 304.017                 | 300.926                 | Раст                 | 51,9 %               |
| 12             | Петанк       | 422.595                 | 423.234                 | 419.936                  | 409.437                 | 395.160                 | 379.937                 | 370.978                 | 362.867                 | 354.273                 | 318.847               | 311.971                 | 306.765                 | 297.512                 | 291.746                 | 293.451                 | 296.877                 | Пад                  | -30,5 %              |
| 13             | Атлетика     | 161.402                 | 174.743                 | 165.857                  | 175.509                 | 172.722                 | 175.549                 | 179.177                 | 180.438                 | 186.592                 | 198.695               | 213.695                 | 224.574                 | 241.835                 | 261.613                 | 270.190                 | 289.311                 | Раст                 | 67,4 %               |
| 14             | Гимнастика   | 214.001                 | 221.579                 | 226.882                  | 231.002                 | 233.850                 | 245.301                 | 246.533                 | 244.905                 | 250.784                 | 258.725               | 263.748                 | 269.297                 | 286.279                 | 304.968                 | 298.879                 | 287.358                 | Раст                 | 39,7 %               |
| 15             | Роњење       | 152.904                 | 155.315                 | 152.265                  | 151.735                 | 149.490                 | 148.514                 | 147.569                 | 147.651                 | 147.032                 | 272.057               | 260.659                 | 298.257                 | 305.280                 | 257.550                 | 302.964                 | 275.374                 | Раст                 | 98,1 %               |
| 16             | Карате       | 189.524                 | 193.561                 | 209.948                  | 201.296                 | 205.126                 | 202.627                 | 193.977                 | 191.002                 | 190.379                 | 199.884               | 211.612                 | 223.344                 | 226.222                 | 230.302                 | 235.060                 | 243.432                 | Раст                 | 24,0 %               |
| 17             | Пешачење     | 139.661                 | 140.410                 | 151.940                  | 161.820                 | 169.968                 | 184.678                 | 192.221                 | 193.710                 | 202.982                 | 208.449               | 214.677                 | 216.946                 | 223.147                 | 225.826                 | 233.108                 | 241.137                 | Раст                 | 66,9 %               |
| 18             | Пинг понг    | 175.177                 | 180.386                 | 186.265                  | 180.694                 | 180.723                 | 178.621                 | 181.357                 | 178.582                 | 180.195                 | 189.885               | 191.780                 | 188.350                 | 190.539                 | 193.241                 | 202.352                 | 199.201                 | Раст                 | 15,5 %               |
| 19             | Стрељаштво   | 132.163                 | 130.183                 | 132.447                  | 131.259                 | 129.304                 | 129.897                 | 130.352                 | 132.537                 | 133.365                 | 137.011               | 139.605                 | 136.331                 | 154.289                 | 164.601                 | 171.457                 | 182.052                 | Раст                 | 29,7 %               |
| 20             | Бадминтон    | 70.589                  | 79.049                  | 85.712                   | 91.782                  | 96.706                  | 108.762                 | 114.725                 | 115.643                 | 122.741                 | 139.710               | 145.091                 | 156.550                 | 163.956                 | 179.429                 | 180.929                 | 181.944                 | Раст                 | 156,3 %              |
| 21             | Скијање      | 182.974                 | 165.893                 | 152.448                  | 157.762                 | 160.722                 | 155.848                 | 151.133                 | 138.146                 | 139.266                 | 139.291               | 137.834                 | 138.626                 | 134.672                 | 136.098                 | 130.393                 | 124.111                 | Пад                  | -28,7 %              |

Број лиценцираних
| Ранг | Спорт        | Лиценцирани (2000) | Лиценцирани (2001) | Лиценцирани (2002) | Лиценцирани (2003) | Лиценцирани(2004) | Лиценцирани (2005) | Лиценцирани (2006) | Лиценцирани (2007) | Лиценцирани (2008) | Лиценцирани (2009) | Лиценцирани (2010) | Лиценцирани (2011) | Лиценцирани (2012) | Лиценцирани (2013) | Лиценцирани (2014) | Варијација 2000/2014 | Варијација 2000/2014 |
| ---- | ------------ | ------------------ | ------------------ | ------------------ | ------------------ | ----------------- | ------------------ | ------------------ | ------------------ | ------------------ | ------------------ | ------------------ | ------------------ | ------------------ | ------------------ | ------------------ | -------------------- | -------------------- |
| 1    | Фудбал       | 2.150.442          | 2.140.133          | 2.066.339          | 2.141.239          | 2.146.752         | 2.162.349          | 2.143.688          | 2.320.625          | 2.278.691          | 2.225.595          | 2.107.924          | 1.988.505          | 1.973.260          | 2.002.398          | 2.018.003          | Пад                  | -6,1 %               |
| 2    | Тенис        | 1.048.328          | 1.064.773          | 1.067.755          | 1.075.025          | 1.065.531         | 1.054.513          | 1.096.286          | 1.094.593          | 1.105.445          | 1.125.201          | 1.134.571          | 1.102.921          | 1.111.316          | 1.103.519          | 1.085.399          | Раст                 | 3,5 %                |
| 3    | Пливање      | 428.278            | 432.498            | 447.139            | 462.955            | 484.760           | 513.615            | 523.696            | 553.560            | 600.805            | 650.437            | 687.339            | 705.783            | 706.449            | 694.480            | 689.043            | Раст                 | 60,9 %               |
| 4    | Џудо         | 530.299            | 564.783            | 576.607            | 556.406            | 539.733           | 557.616            | 561.935            | 550.382            | 553.391            | 574.223            | 580.286            | 592.332            | 603.896            | 634.927            | 625.896            | Раст                 | 18,0 %               |
| 5    | Одбојка      | 239.725            | 300.545            | 318.895            | 318.981            | 337.971           | 364.429            | 350.079            | 367.047            | 365.131            | 392.761            | 411.271            | 441.357            | 470.590            | 500.651            | 515.571            | Раст                 | 115,1 %              |
| 6    | Кошарка      | 437.190            | 426.888            | 426.751            | 427.445            | 435.186           | 448.144            | 451.781            | 457.121            | 455.116            | 449.263            | 456.036            | 461.097            | 468.136            | 491.271            | 504.187            | Раст                 | 26,3 %               |
| 7    | Голф         | 291.754            | 301.902            | 325.229            | 345.022            | 359.141           | 368.746            | 378.275            | 383.949            | 396.990            | 422.477            | 418.850            | 418.340            | 422.761            | 414.249            | 408.388            | Раст                 | 40,0 %               |
| 8    | Рагби        | 264.251            | 255.982            | 252.638            | 222.808            | 240.795           | 240.495            | 251.523            | 266.016            | 322.231            | 366.074            | 311.601            | 326.368            | 339.150            | 326.346            | 327.818            | Раст                 | 24,0 %               |
| 9    | Пливање      | 200.154            | 212.475            | 214.053            | 216.424            | 227.936           | 246.315            | 248.571            | 257.613            | 273.554            | 286.392            | 288.272            | 284.513            | 289.558            | 303.984            | 304.017            | Раст                 | 51,9 %               |
| 10   | Гимнастика   | 214.001            | 221.579            | 226.882            | 231.002            | 233.850           | 245.301            | 246.533            | 244.905            | 250.784            | 258.725            | 263.748            | 269.297            | 286.279            | 304.968            | 298.879            | Раст                 | 39,7 %               |
| 11   | Петанк       | 415.684            | 423.234            | 413.064            | 402.953            | 390.516           | 375.998            | 367.247            | 362.867            | 354.273            | 318.847            | 311.971            | 306.765            | 297.512            | 291.746            | 293.451            | Пад                  | -29,4 %              |
| 12   | Једрење      | 76.326             | 257.153            | 252.932            | 254.936            | 253.214           | 257.400            | 255.552            | 256.452            | 280.507            | 265.688            | 270.457            | 274.122            | 269.984            | 264.768            | 272.595            | Раст                 | 257 %                |
| 13   | Атлетика     | 161.402            | 174.743            | 165.857            | 175.509            | 162.946           | 167.002            | 172.198            | 174.566            | 186.592            | 193.454            | 208.614            | 219.344            | 236.417            | 256.459            | 265.455            | Раст                 | 64,4 %               |
| 14   | Карате       | 189.524            | 193.561            | 209.948            | 201.296            | 205.126           | 202.627            | 193.977            | 191.002            | 190.379            | 199.884            | 211.612            | 223.344            | 226.222            | 230.302            | 235.060            | Раст                 | 24,0 %               |
| 15   | Пешачење     | 139.661            | 140.410            | 151.940            | 161.820            | 169.968           | 179.130            | 186.184            | 191.561            | 202.982            | 201.631            | 207.486            | 209.313            | 215.552            | 217.589            | 224.680            | Раст                 | 60,9 %               |
| 16   | Пинг понг    | 175.177            | 180.386            | 186.265            | 180.694            | 180.723           | 178.621            | 181.357            | 178.582            | 180.195            | 189.885            | 191.780            | 188.350            | 190.539            | 193.241            | 202.352            | Раст                 | 15,5 %               |
| 17   | Бадминтон    | 70.589             | 79.049             | 85.712             | 91.782             | 96.706            | 108.762            | 114.725            | 115.643            | 122.741            | 139.710            | 145.091            | 156.550            | 163.956            | 179.429            | 180.929            | Раст                 | 156,3 %              |
| 18   | Стрељаштво   | 132.163            | 130.183            | 132.447            | 131.259            | 129.304           | 129.897            | 130.352            | 132.537            | 133.365            | 137.011            | 139.605            | 136.331            | 154.289            | 164.601            | 171.457            | Раст                 | 29,7 %               |
| 19   | Роњење       | 152.904            | 155.315            | 152.265            | 151.735            | 149.490           | 148.514            | 147.569            | 147.651            | 147.032            | 146.589            | 149.234            | 149.602            | 149.636            | 147.550            | 144.357            | Пад                  | -5,6 %               |
| 20   | Скијање      | 182.974            | 165.893            | 152.448            | 157.762            | 160.722           | 155.848            | 151.133            | 138.146            | 139.266            | 139.291            | 137.834            | 138.626            | 134.672            | 136.098            | 130.393            | Пад                  | -28,7 %              |
| 21   | Циклотуризам | 113.685            | 112.054            | 113.993            | 115.416            | 118.013           | 119.500            | 118.493            | 120.210            | 121.986            | 122.665            | 122.851            | 123.041            | 124.375            | 125.565            | 126.517            | Раст                 | 11,3 %               |
| 22   | Рукомет      | 96.412             | 101.873            | 101.873            | 101.343            | 105.906           | 101.870            | 101.037            | 101.190            | 99 001             | 120 452            | 118 288            | 116 987            | 126 262            | 124 371            | 124 910            | Раст                 | 29,5 %               |
| 23   | Бициклизам   | 102.755            | 99.503             | 98.642             | 98.276             | 101.346           | 104.115            | 104.878            | 107.526            | 104.178            | 104.882            | 108.566            | 111.734            | 115.329            | 119.247            | 118.871            | Раст                 | 15,7 %               |